# Arne Strid
Arne Strid (Kristianstad, 7 marzo 1943) è un botanico svedese.

## Biografia
Ha studiato botanica, chimica e genetica presso l'Università di Lund e si è laureato nel 1970. Il suo dottorato comprendeva uno studio sperimentale per la differenziazione e l'evoluzione di un gruppo di piante (Nigella arvensis) provenienti dall'arcipelago Egeo (Relatore: Prof. Hans Runemark) per il quale ha vinto anche un premio statunitense chiamato "Jesse M. Greenman".
È stato professore di botanica (1973-2001) presso l'Università di Copenaghen e professore presso l'Università di Patrasso, Grecia (1997-1998). È stato anche direttore del Orto botanico di Göteborg e del Museo di Storia Naturale di Göteborg (2001-2008). Dal 2011 diventa professore emerito presso l'Orto botanico di Berlino, dal 2015 presso l'Università di Patrasso, Grecia. Egli è anche professore emerito presso l'Università di Lund e dell'Università di Copenaghen.
Oltre la Grecia, Arne Strid ha lavorato e nominato nuove specie di piante in Turchia, Australia e Sudafrica.

## Vita privata
È sposato con Barbra Astrid e hanno due figlie.

## Opere
- Strid, Arne. Wild flowers of mount Olympus (1980)[2]
- Strid, Arne. Mountain Flora of Greece: Volume 1 (1986)[3]
- With Kit Tan (eds), Mountain Flora of Greece: Volume 2 (1991)[4]
- With Phitos D., Snogerup S. and Greuter W. (eds),  The Red Data Book of rare and threatened plants of Greece (1995)
- With Kit Tan (eds), Flora Hellenica, Volume 1: Gymnospermae to Caryphyllaceae (1997)[5]
- With Kit Tan (eds), Flora Hellenica, Volume 2: Nymphaeaceae to Platanaceae (2002)[6]
- Strid, Arne. Flora Hellenica Bibliography (2006)
- With Kit Tan, Wildflowers of Greece (2009)[7]
- With Strid B. (eds), Flora Graeca Sibthorpiana re-issue (2013)
- With Dimopoulos P., Raus Th., Bergmeier E., Constantinidis Th., Iatrou G., Kokkini S., & Tzanoudakis D., Vascular plants of Greece: An annotated checklist (2013)[8]
- Strid, Arne. Atlas of the Aegean Flora (2016)[9]

## Eponimi
Le piante con il taxa: Dichoropetalum stridii (Hartvig) Pimenov & Kljuykov, Onosma stridii Teppner, Sagina stridii Kit Tan, Zarkos & Christodoulou, Crocus biflorus subsp. stridii (Papan. & Zacharof) B. Mathew, Astragalus stridii Kit Tan, sono state chiamate in suo onore